# جون هيغينز (لاعب كرة قدم بريطاني)
جون هيغينز (بالإنجليزية: John Higgins)‏ (7 يناير 1933 - 1994) هو لاعب كرة قدم بريطاني في مركز جناح ‏. لعب مع نادي سلتيك.